# Donji Ružević
Donji Ružević (cyr. Доњи Ружевић) – wieś w Bośni i Hercegowinie, w Republice Serbskiej, w gminie Teslić. W 2013 roku liczyła 1310 mieszkańców.